# Друк Деси
Друк Деси (англ. Druk Desi, Deb Raja, Regents) — наименование светских (административных) правителей Бутана в XVII—XX веках.
В XVII веке Шабдрунг Нгаванг Намгьял объединил Бутан и ввёл систему управления государством, в которой для управления религиозной организацией был назначен Дже Кхемпо (главный монах), а для гражданского управления — Друк Деси (своего рода премьер-министр). Страна была разделена на регионы, руководителями которых назначались пенлопы (примерно соответствует губернатору). Для местного управления ниже пенлопов назначались дзонгпонсы (англ. Dzongpons).
Считается, что после смерти Шабдрунг Нгаванг Намгьял в 1651 году, пока искали преемника (перевоплощение) Шабдрунга, его смерть скрывали в течение 50-ти лет. Сначала это вызывало затруднения, но постепенно власть перешла к Друк Деси, после чего последовали гражданские войны. Проблема передачи власти перевоплощённым Шабдрунгам заключалась в том, что перевоплощения являлись несовершеннолетними и до их восемнадцатилетия власть осуществлялась Друк Деси, которые не хотели расставаться с приобретённой властью, поэтому власть Шабдрунгов постепенно ослабла, а Друк Деси постепенно утратили контроль над местными правителями и пенлопами. Страна превратилась в группу полунезависимых регионов под управлением пенлопов. Но в целом идентичность страны сохранялась, как и возможность воссоединения.
С приходом к власти Династии Вангчук и установлением монархии в 1907 году понятие Друк Деси было отменено. В п. 2 ст. 2 Конституции Бутана 2008 года записано, что принцип дуального управления государством соблюдается тем, что Король Бутана является буддистом.
Наименование Друк используется в различных контекстах в Бутане: название страны Друк Юл, доминирующая этническая группа известна как Друкпа и титул Короля называется Друк Гьялпо.
Иногда Друк Деси называли словом Деси с прибавлением его имени.